# Lopera
Lopera is een gemeente in de Spaanse provincie Jaén in de regio Andalusië met een oppervlakte van 68 km². Lopera telt 3.743 inwoners (1 januari 2016).